# Альберт, Джоди
Джо́ди А́льберт (англ. Jodi Albert; род. 22 июля 1983, Чингфорд, Большой Лондон) — английская актриса и певица. Известна исполнением роли Дебби Дин в мыльной опере «Холлиокс» и как участница музыкальных групп Girl Thing и Wonderland.

## Биография
Джоди Мэри Альберт родилась 22 июля 1983 года в Чингфорде (Лондон). Обучалась в Театральной школе Сильвии Янг. В возрасте десяти лет исполнила роль Козетты в мюзикле «Отверженные» (лондонский Дворцовый театр). В 1998 году стала участницей гёрл-группы Girl Thing, однако она просуществовала всего лишь три года. С 2002 года Альберт начала сниматься для телевидения: ей предложили довольно крупную роль в известной мыльной опере «Холлиокс». Особого успеха как киноактриса она не достигла: за пять лет (2002—2007) Джоди появилась лишь в пяти телесериалах, одном телефильме и одном кинофильме. Тем не менее, с 2000 по 2014 год она довольно активно снималась в роли самой себя в различных ток-шоу, телеиграх и телепередачах.
Несколько раз позировала обнажённой для журналов Maxim и FHM, в частности, несколько раз попадала в список «100 самых сексуальных британок по версии FHM», но ни разу не поднималась выше 65-го места.
В 2005 году Альберт получила награду The British Soap Awards в категории «Самая сексуальная девушка» за свою роль в «Холлиоксе».
В 2008 году стала участницей музыкальной группы Wonderland, но та, как и Girl Thing, просуществовала лишь три года.
В феврале 2015 года у Джоди Альберт от рака умерла мать.
Личная жизнь
8 мая 2009 года Альберт вышла замуж за певца Киана Игана. 20 декабря 2011 года у пары родился сын Коа. 21 мая 2015 года у пары родился второй сын, которого назвали Зеки. Своего третьего сына, родившегося 29 сентября 2017 года, пара назвала Коби.

## Избранная фильмография
- 2002—2004 — Холлиокс / Hollyoaks — Дебби Дин[англ.]
- 2003 — Долг[англ.] / The Debt — Софи Стокс
- 2005, 2007 — Катастрофа[англ.] / Casualty — разные роли (в 2 эпизодах)
- 2006 — Инспектор Линли расследует[англ.] / The Inspector Lynley Mysteries — Салли (в эпизоде One Guilty Deed)
- 2007 — Попкорн[англ.] / Popcorn — Суки

В роли самой себя
- 2000 — ? / Live & Kicking (в выпуске #8.3)
- 2000, 2004 — Вершина популярности / Top of the Pops (в 3 выпусках)
- 2004, 2010—2011, 2014 — Этим утром[англ.] / This Morning (в 4 выпусках)
- 2005 — ? / The Panel (в выпуске #2.13)
- 2006 — Экстра-фактор / The Xtra Factor (в выпуске #3.13)
- 2007 — Xposé[англ.] / Xposé (в выпуске #1.39)
- 2008 — видеоклип на песню Us Against the World[англ.] группы Westlife[12]
- 2011 — Позднее позднее шоу[англ.] / The Late Late Show (в выпуске от 25 февраля)
- 2011 — Розыгрыш Британской национальной лотереи (в выпуске от 4 марта)
- 2011 — Шоу Алана Титчмарша[англ.] / The Alan Titchmarsh Show (в выпуске от 18 марта)
- 2011 — Синий Питер[англ.] / Blue Peter (в выпуске от 23 марта)
- 2011 — Пятничная загрузка[англ.] / Friday Download (в выпуске от 27 мая)
- 2011 — Рассвет[англ.] / Daybreak (в 2 выпусках)
- 2011 — Свободные женщины[англ.] / Loose Women (в 2 выпусках)
- 2011 — Алан Карр: Болтун[англ.] / Alan Carr: Chatty Man (в выпуске #6.2)
- 2011 — Субботний вечер с Мириам[англ.] / Saturday Night with Miriam (в выпуске от 25 июня)
- 2011, 2014 — Лоррейн / Lorraine (в 3 выпусках)
- 2013 — Я знаменитость… Заберите меня отсюда![англ.] / I'm a Celebrity...Get Me Out of Here! (в выпуске Coming Out)
- 2014 — Все звёзды «Мистер и миссис» / All Star Mr & Mrs (в выпуске от 25 июня)
- 2014 — Большое воссоединение[англ.] / The Big Reunion (в 4 выпусках)
- 2014 — Сок из знаменитостей[англ.] / Celebrity Juice (в 3 выпусках)